# Kordíky
Kordíky és un poble i municipi d'Eslovàquia que es troba a la regió de Banská Bystrica.

## Història
La primera menció escrita de la vila es remunta al 1550.

## Demografia
| Godina             | 1994 | 2004    | 2014    | 2024    |
| ------------------ | ---- | ------- | ------- | ------- |
| Nombre de persones | 201  | 281     | 411     | 492     |
| Diferència         |      | +39,80% | +46,26% | +19,70% |

| Godina             | 2023 | 2024   |
| ------------------ | ---- | ------ |
| Nombre de persones | 485  | 492    |
| Diferència         |      | +1,44% |